# Вити (озеро)
Вити (исл. Víti — ад) — геотермальное озеро в Исландии. Расположено во взрывном кратере в кальдере стратовулкана Аскья. Температура воды - около 22℃ в течение всего года, вода так же известна своим красивым цветом. 21 июля 2015 года оползень объёмом около 60 миллионов кубометров вызвал цунами в озере Эскьюватн, заполняющем кальдеру вулкана Аскья, которая перелилась в Вити.